# Suore francescane dell'espiazione
Le Suore Francescane dell'Espiazione (in inglese Franciscan Sisters of the Atonement) sono un istituto religioso femminile di diritto pontificio: i membri di questa congregazione pospongono al loro nome la sigla S.A.

## Storia
La congregazione, sorta in seno alla Chiesa episcopaliana, fu fondata a Graymoor il 15 dicembre 1898 da Paul Wattson e Mary White sul modello delle congregazioni del terz'ordine regolare francescano.
Dopo la conversione dei fondatori al cattolicesimo, il 27 dicembre 1909 papa Pio X consentì alla congregazione di continuare all'interno della Chiesa cattolica e il 7 novembre 1911 le francescane dell'Atonement divennero una congregazione di diritto diocesana soggetta all'arcivescovo di New York.
L'istituto ottenne il pontificio decreto di lode il 13 giugno 1935 e le sue costituzioni furono approvate definitivamente dalla Santa Sede il 28 gennaio 1946.

## Attività e diffusione
Le religiose collaborano con i francescani dell'Atonement nell'attività di promozione dell'unità dei cristiani; dirigono centri catechistici, case per ritiri, suole per l'infanzia e centri ricreativi.
Sono presenti in Brasile, Canada, Giappone, Irlanda, Italia, Stati Uniti d'America, Sudafrica; la sede generalizia è a Garrison, nello stato di New York.
Alla fine del 2008 la congregazione contava 169 suore in 51 case.